# Ясинь
Ясинь (Асень) (ок. 1020 — 1082) — половецкий хан, отец и дед нескольких самых известных ханов.

## Биография
В разных источниках его имя звучит по разному: Ясинь, Асень, Осень. Участник набегов на русские земли. У него были братья ханы: Бегубарс и Сакз.
Между 1080 или 1082 гг. половцы напали на дружину Владимира Мономаха, воины отослали обозы с оружием в город, но, пройдя в город и вооружившись, русские воины атаковали врагов и победили. На следующий день русские дружины напали на половцев и разгромили их. В битве погибли 900 половцев, а в плен попал Ясинь и его брат Сакз.
Упоминается о его смерти в 1082 году.
Имел много сыновей, среди которых были Боняк, Шарукан, Таз, Аепа и Сугр. Все они были крупными и влиятельными ханами, участниками русско-половецких войн.
Его внучка, дочь хана Аепы, в 1107 году стала женой Юрия Долгорукого.
Иногда город Шарукань называли в летописях Осенев по его имени.